# Marcel Rol
Marcel Rol est un journaliste et reporter photographe français né le 26 novembre 1876 à Vaison-la-Romaine et mort le 17 septembre 1905 à Carpentras. 

## Biographie
Marcel est le fils de Denis Joseph Rol et de Mathilde Geneviève Liffrand. 
Il épouse Marie Magdeleine Praud, dont un fils, Joseph.
Photographe sportif et d’actualité, collaborateur de La Vie au grand air, il fonde l’agence Rol le 24 décembre 1903, d'abord avec Louis Tresca, puis seul, à compter de décembre 1904, avec pour adresse parisienne le 37 de la rue Joubert,,.
Marcel Rol meurt à 28 ans dans un accident de voiture le 17 septembre 1905 à Collomb, près de Carpentras. Il revenait d’un reportage au mont Ventoux où « comme envoyé spécial d’Armes et Sports, il avait photographié tout le jour »,,.
Son père et sa mère reprennent la direction de l'agence Rol, assistés de son oncle Émile Rol : l'agence devient une affaire de famille, impliquant tous les membres.